# Pachycephala griseiceps
Pachycephala griseiceps, "brunvisslare", är en fågelart i familjen visslare inom ordningen tättingar. Den betraktas oftast som underart till gråvisslare (Pachycephala simplex) men urskiljs sedan 2016 som egen art av Birdlife International och IUCN. Den kategoriseras av IUCN som livskraftig.
Fågeln delas in i tio underarter med följande utbredning:
- P. g. waigeuensis – öarna Gebe och Waigeo i norra västpapuanska öarna
- P. g. griseiceps – västpapuanska öarna Salawati, Batanta och Misool samt nordvästra Nya Guinea (Vogelkophalvön österut till Geelvink Bay) samt Aruöarna
- P. g. rufipennis – Kaiöarna
- P. g. gagiensis – ön Gagi sydväst om Waigeo
- P. g. miosnomensis – Mios Num i Geelvink Bay
- P. g. jobiensis – norra Nya Guinea från Yapen och Geelvink Bays östra kust till Astrolabe Bay
- P. g. perneglecta – södra Nya Guinea från Weylandbergens fot (söder om Mimikafloden) österut till Galley Reach, inklusive Daruön
- P. g. brunnescens – sydöstra Nya Guinea österut från Huonhalvön och i söder från Sogeridistriktet till Lalokifloden och d'Entrecasteuxarkipelagen (öarna Goodenough, Fergusson och Normanby)
- P. g. sudestensis – ön Tagula i Louisiaderna
- P. g. peninsulae – nordöstra Queensland (Kap Yorkhalvön söderut till Cairnsdistriktet)